# NGC 1073
NGC 1073 هي مجرة حلزونية تقع في كوكبة قيطس (كوكبة). ربما تحتوي على نواة. تبعد حوالي 55 مليون سنة ضوئية من الأرض . يمكن رؤيتها من تلسكوب متوسط الحجم وتسمى أيضا بحر الوحش. بعدها مثل درب التبانة الا انها عكس درب التبانة ومع ذلك ليس لديها أدوات متناظرة.

## وصلات خارجية
- NGC 1073 على موقع ويكي سكاي: DSS2, SDSS, GALEX, IRAS, Hydrogen α, X-Ray, Astrophoto, Sky Map, Articles and images

- Video 01:18